# Antonius van Grenet van Werp
Antonius (Antonis) van Grenet (rond 1560 – Sint-Omaars, 20 september 1619), heer van Werp, Pitgam, enz., was een Zuid-Nederlands militair uit de eerste helft van de Tachtigjarige Oorlog. Hij was onder andere groot-baljuw van Kortrijk, militair gouverneur van de vesting Maastricht en lid van de krijgsraad en Raad van State.
Antonius van Grenet was de zoon van Jan van Grenet, heer van Dainville, Werp, enz., en Jeanne van Camier (of Carnière). Antonius van Grenet was heer en groot-baljuw van Kortrijk van 1583 tot 1590. Als commandant van het Kortrijkse garnizoen, voerde hij tevens het bevel over enkele Italiaanse compagnieën, die op 10 april 1584 erin slaagden, na een maandenlang beleg, de stad Ieperen in te nemen voor de Spaanse koning. Op 25 april 1589 werd hij geridderd.
Op 27 juni 1590 werd hij benoemd tot gouverneur van Maastricht en op 28 maart 1591 legde hij de eed van trouw af. Begin 1592 trok hij met de hertog van Parma mee op diens veldtochten naar Frankrijk. Vanwege zijn militaire activiteiten elders, was hij in Maastricht vaak afwezig. Tijdens zijn bestuur drukten de lasten van het garnizoen zwaar op de bevolking van Maastricht. In maart 1616 vroeg hij wegens zijn hoge leeftijd eervol ontslag, hetgeen de aartshertogen Albrecht van Oostenrijk en Isabella van Spanje hem op 31 maart 1616 verleenden. Waarschijnlijk overleed hij in 1619 te Saint-Omer, want daar kon in september van dat jaar een hospitaal worden opgericht vanwege een grote schenking van Grenet.
Antonius van Grenet was gehuwd met Charlotte Haultain de Zoete. Waarschijnlijk had het echtpaar geen nakomelingen, want de twee heerlijkheden Werp en Pitgam gingen na Antonius' dood over op zijn achterneef Pierre Amour de la Haye.